# 32428 Peterlangley
32428 Peterlangley è un asteroide della fascia principale. Scoperto nel 2000, presenta un'orbita caratterizzata da un semiasse maggiore pari a 2,4838865 UA e da un'eccentricità di 0,0882409, inclinata di 6,75503° rispetto all'eclittica.